# Johanne Marie Trampe
Johanne Marie grevinde Trampe, født Tarp (10. juni 1929 i Viborg – 31. december 2012) var en dansk hofdame og kammerherreinde. Hun var gift med grev Karl Christian Trampe.
Hun var datter af stabslæge Lauritz C. Tarp og var hofdame hos HKH Prinsesse Benedikte.
Hun blev gift 26. april 1952 med Karl Christian Trampe (1924 - 2014).

## Hæder
- Kommandør af Dannebrogordenen (1. januar 1985)
- Dannebrogordenens Hæderstegn (1. januar 1990)
- Mindemedaljen i anledning af hundredårsdagen for Kong Frederik den IX.s fødsel
- Kong Frederik den IX.s mindetegn